# Parnassius inopinatus
Espèce
Parnassius inopinatus est une espèce d'insectes lépidoptères de la famille des Papilionidae, de la sous-famille des Parnassiinae et du genre Parnassius.

## Systématique
L'espèce Parnassius inopinatus a été décrite en 1940 par l'entomologiste allemand Hans Kotzsch (d) (1901-1950).

## Écologie et distribution
Parnassius inopinatus est présent en Afghanistan.

### Biotope
Parnassius inopinatus réside en montagne.

### Philatélie
Un timbre a été émis en ???